# 嵩明白鱼
嵩明白鱼（学名：Anabarilius songmingensis）为輻鰭魚綱鯉形目鯝科白鱼属的鱼类，俗名白鱼，是中国的特有物种。分布于牛栏江上游等，多栖息于水体中上层。该物种的模式产地在嵩明上游水库。體長可達10公分。

## 扩展阅读
維基物種上的相關：嵩明白鱼